# Objectiu Petzval

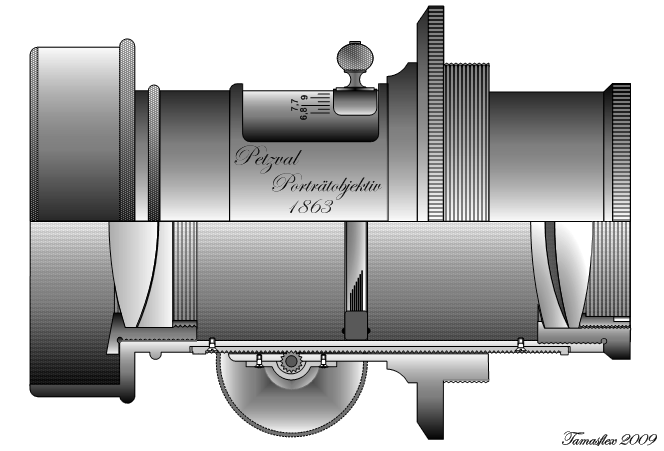
Esquema mostrant el disseny intern i extern de l'objectiu

Petzval va ser un una mena d'objectiu fabricat originalment per József Miksa Petzval el 1839 i posteriorment restaurat i adaptat a càmeres digitals Canon i Nikon per a lomomografia l'any 2013. L'objectiu original tenia com a característica principal ser dels primers objectius a ser calculats matemàticament i no “a ull” com es solia fer en aquells anys. Una altra característica important és que és un lent molt “lluminosa”, però amb poca profunditat de camp i residus de distorsió.

## Orígens
El 9 de gener de 1839, l'Acadèmia Francesa de Ciència anunciava el naixement del procés de daguerrotip, creat per l'artista i físic francès Louis Daguerre. No obstant això, el daguerreotip (que involucra una càmera obscura i una superfície de plata polida) era molt problemàtic, especialment per a retrats, ja que les fotos de retrat trigaven al voltant de 10 i 30 minuts en ser fetes. Posteriorment al naixement del daguerrotip, el repte va ser solucionar els seus inconvenients, que principalment eren la rapidesa d'una presa fotogràfica i la nitidesa d'aquesta. Per a resoldre aquests inconvenients l'òptic francès i fabricant de microscopis Charles Chevalier, va inventar una lent per "Li Daguerreotype", la primera càmera fotogràfica de Louis Daguerre.
No obstant això, a part de les aberracions esfèriques, la seva obertura funcional de f/15 encara no era prou ràpida, sobretot perquè el material fotogràfic original era de baixa sensibilitat. El 1840 Chevalier va tornar a intentar resoldre els defectes del daguerrotip dissenyant una altra lent, que va anomenar "Photographe à Verres Combinés", que era una combinació de dues lents acromàtiques cimentades. Encara que les va arreglar per que l'obertura fos d'un f/5.6 per al retrat, la lent mancava de nitidesa i, per tant, no va tenir gaire èxit.
Tot i així, aquesta darrera modificació va ser la que va donar peu a Joseph Petzval per a la invenció del lent que porta el seu nom. Petzval va acceptar el repte després de discutir amb Andreas von Ettingshausen sobre els descobriments en el camp de l'òptica i estava decidit a millorar els defectes del model de la lent de Chevalier. Després de mig any d'intenses, recerques i experiments, Petzval havia trobat una solució; el seu disseny era una lent acromàtica doble que tenia quatre lents en tres grups. Tenia una lleu distorsió, una longitud focal de 160 mm i una obertura de f/3.6, i a més era més ràpida que el model de Photographe à Verres Combinés de 1840.

## Qualitats
L'objectiu Petzval original era un objectiu doble acromàtic que tenia quatre lents dividit en tres grups, gairebé sense distorsió i al voltant de vint vegades més ràpid que el de Chevalier. La seva distància focal era de 160 mm i una obertura de f/3.6, un "stop i mitj" més ràpid que el Photographe a Verre Combini.
La velocitat i gran obertura d'aquest objectiu, es van considerar una revolució fotogràfica per a l'època, sobretot en el camp dels retrats, ja que el temps destinat per a aquests, en anys anteriors, podia arribar fins a 30 minuts d'exposició. Amb l'objectiu Petzval es va reduir el temps d'exposició considerablement, sent aquest de aproximadament 2 a 3 minuts per retrat. En les fotos realitzades amb aquest objectiu es distingeix un centre molt nítid envoltat d'un vinyetatge i una curvatura de camp important, a més d'un desenfocament i bokeh exagerats comparats amb els elements que no es troben al centre de la foto; el que podria haver-se considerat com un defecte, va acabar sent un atractiu per a retrats, ja que guiava l'atenció al centre de la fotografia.

## Restauració
Mitjançant una campanya iniciada per la tenda Lomography associada a Kickstarter, van buscar recaptar fons per poder restaurar l'objectiu Petzval i a més adaptar-lo a les muntures de les càmeres digitals actuals. Per a això es van necessitar recaptar 100.000 dòlars aproximadament. En aquella recaptació podien aportar persones de tot el món i podien aportar diners en un rang d'1 dòlar com a mínim i 2.500 dòlars com a màxim. L'atractiu de l'aportació era que en arribar a la meta de recaptació es donava el peu inicial per desenvolupar el projecte, a més de recompenses per a aquelles persones que aportessin diners al projecte i que encarreguessin l'objectiu. Aquestes recompenses depenien de la quantitat de diners aportats, i podien ser càmeres fotogràfiques de Lomography i un descompte important en el preu final de l'objectiu.
Finalment el lent va començar a comercialitzar-se a principis del 2014 amb alguns canvis importants pel que fa a l'objectiu original, ja que aquest posseeix una distància focal de 85 mm, comparat amb l'original que posseïa una de 160 mm. A més, té una obertura de diafragma de f/2.2 i no de f/3.6 com l'original, la qual cosa ho fa el fa un lent bastant més lluminós i que permet un major desenfocament. A més inclou un accessori que té com a qualitat canviar la forma del bokeh circular a formes com a estels, fulles, etc. Tot això adaptat a muntures tipus baioneta Canon EF o Nikon F per a càmeres tant digitals com a analògiques.
Les crítiques dels compradors de l'objectiu van ser majoritàriament positives, argumentant que era una innovació per a la fotografia actual tenir un lent restaurat amb qualitats que ho feien únic, que a més resultava entretingut usar-ho en els retrats, però que al seu torn resultava ser un objectiu massa car per no ser un lent de gamma alta. A més argumentaven que calia ser bastant precís en situar els elements a enfocar, ja que si no se situaven a un cert punt, l'efecte principal del lent no es produïa de la millor manera. Un altre punt negatiu era la diferència de tal efecte característic de l'objectiu Petzval en càmeres digitals amb sensor retallat, en comparació del sensor de 35 mm (full-frame): la diferència radica en que l'efecte es veu disminuït en les càmeres que posseeixen sensor amb factor de retallada, pel que fa a les càmeres amb sensor full frame, lògicament perquè la retallada en un sensor implica menys cobertura de la imatge que la que el lent permet segons sigui la seva distància focal.